# Катастрофа Ан-26 под Киншасой
Катастрофа Ан-26 под Киншасой — крупная авиационная катастрофа, произошедшая в четверг 4 октября 2007 года в пригороде Киншасы, столицы Демократической Республики Конго, когда при взлёте упал самолёт Ан-26, который пилотировал российский экипаж.

## Ход событий
Самолёт, осуществлявший смешанный грузо-пассажирский рейс по маршруту Киншаса — Чикапа — Кананда, вылетел из Международного аэропорта Н'джили города Киншаса. Он принадлежал авиакомпании Africa One и арендован компанией Malift Air. Во время взлёта у самолёта внезапно отделился воздушный винт правого двигателя, что привело к потере подъемной силы и высоты. Пилоты пытались сманеврировать, однако самолёт из-за нарушения центровки накренился и задел деревья. От удара лайнер потерял правое крыло, перешёл в пикирование и упал на жилой район Киншасы, разрушив при этом несколько домов. На месте катастрофы был найден 1 выживший член экипажа — сменный бортмеханик, гражданин ДРК.

## Причины катастрофы
Причиной катастрофы стали конструктивные недостатки, вызванные износом деталей двигателя и обшивки самолёта, который долгое время эксплуатировался в условиях тропического климата. Имела место перегрузка лайнера. На самолёте, по одним данным, вместо заявленных 22 человек летели 27. По другим данным, на борту самолёта было 20 человек (14 пассажиров и 6 членов экипажа). Количество груза на борту неизвестно.

## Последствия катастрофы
После катастрофы уволен министр транспорта ДРК и власти страны заговорили о запрете полётов самолётов ОКБ им. Антонова. Однако, кроме разговоров, никаких действий в отношении запретов осуществлено не было.
В катастрофе погибли 52 человека. Среди них трое российских пилотов: КВС Валерий Петрович Баранник (г. Краснодар), второй пилот Сергей Старовойтов (г. Таганрог) и бортмеханик Иван Бондарёв (г. Курск). Представителям СМИ удалось получить интервью родственников членов российского экипажа, погибшего в катастрофе:
Он должен был вернуться домой через два месяца. За день до катастрофы Ольга Старовойтова просила мужа разорвать контракт — не давало покоя тяжелое предчувствие. Сергей обещал, что это его последняя дальняя командировка. Так и вышло. — Rambler Mass Media: Бизнес на крови
Как правило, выполняют (прим. — российские лётчики в Африке) полеты с большим перегрузом, выполняют перевозки опасных грузов — бензина, керосина, взрывчатых веществ, оружия. Много районов Африки устлано костями русских пилотов и останками российских самолетов. Наверное, кто-то должен остановить этот бизнес на крови. — Владимир Герасимов, пилот 1-го класса
Он решил ещё продлить контракт, чтобы у семьи были деньги. Он очень любил своего сына и жил для своей семьи… — Ольга Старовойтова, вдова погибшего 2-го пилота